# Den Hof

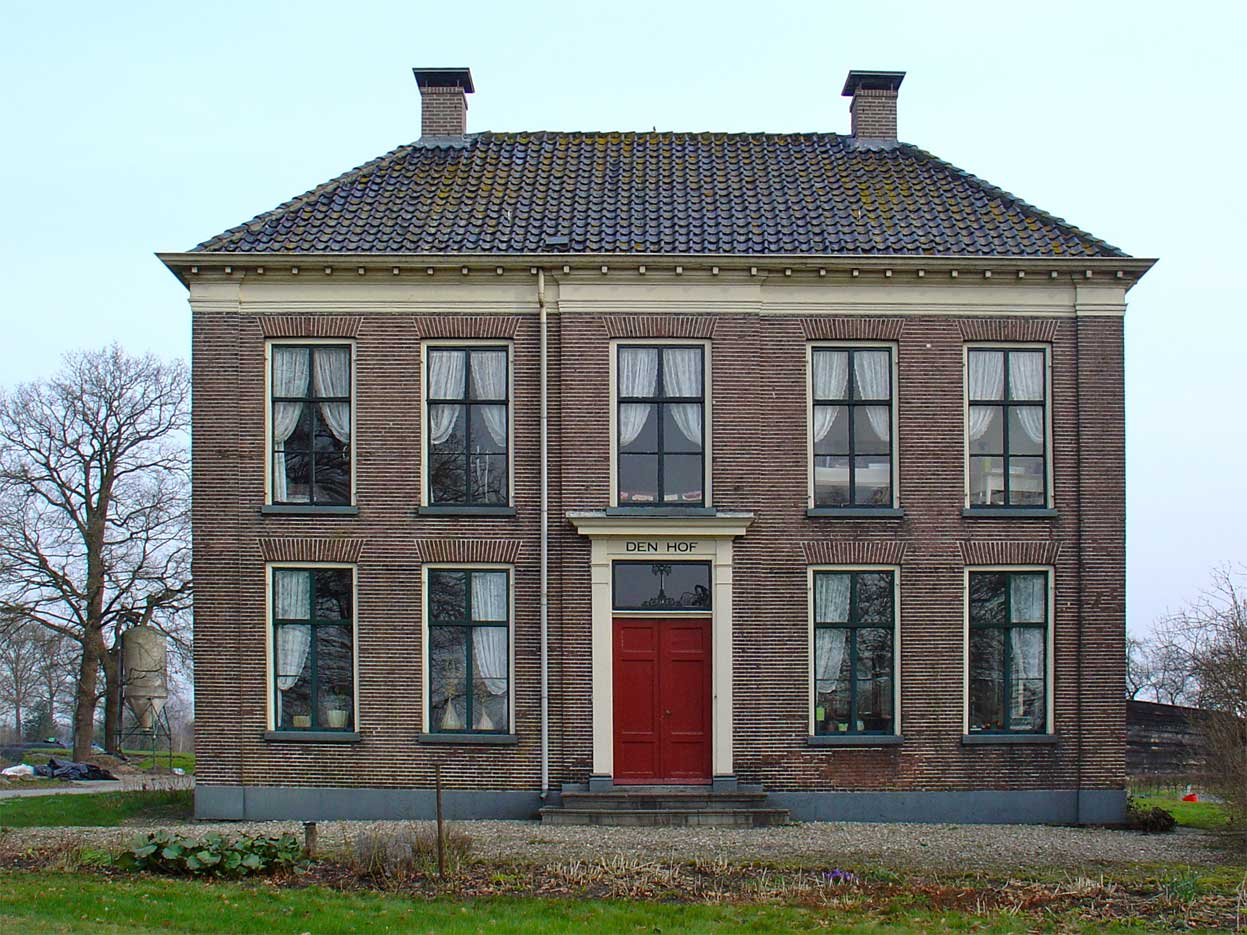
Het tegenwoordige Den Hof anno 2010

Den Hof was waarschijnlijk een herenhuis nabij het Drentse de Wijk.
Den Hof lag tussen de Wijk en Haalweide. In de 17e eeuw was Den Hof in het bezit van de schulte van de Wijk Albert van Kuyck. Hij splitste het perceel in twee delen, het westerse en het oosterse Den Hof genoemd. In de 18e eeuw en de 19e eeuw werd Den Hof onder meer bewoond door de advocaat Nicolaas Oosting, de schoonvader van de landspander Albertus van Riemsdijk, door de landmeter Lucas ten Wolde, door diens schoonzoon de schulte van de Wijk Rudolf Willem Nijsingh en door de zoon van de laatste de burgemeester (schout) van de Wijk en statenlid Lucas Nijsingh.
Thans staat er op deze plaats een boerderij met een "imposant herenhuisachtig voorhuis" daterend uit 1795. Gelet op de stand van de bewoners en een aangetroffen beschrijving uit 1754 wordt de mogelijkheid van een eerder gebouwd herenhuis op deze plaats niet uitgesloten, maar vooralsnog is dit een onbevestigde veronderstelling.